# Desmeocraera albicans
Desmeocraera albicans är en fjärilsart som beskrevs av M.Gaede 1928. Desmeocraera albicans ingår i släktet Desmeocraera och familjen tandspinnare. Inga underarter finns listade i Catalogue of Life.